# Melanophryniscus macrogranulosus
Melanophryniscus macrogranulosus es una especie de anfibios de la familia Bufonidae.
Es endémica de Brasil.
Su hábitat natural incluye ríos y marismas de agua dulce.
Está amenazada de extinción.